# Championnats panaméricains de cyclisme de 1982
Navigation
Championnats panaméricains 1981 Championnats panaméricains 1984
Les Championnats panaméricains de cyclisme sont les championnats continentaux de cyclisme sur route et sur piste pour les pays membres de la Confédération panaméricaine de cyclisme.
La sixième édition se déroule à l'automne 1982 au Brésil. Huit délégations sont présentes. Outre le pays hôte, l'Argentine, le Chili, l'Équateur, le Paraguay, Trinité-et-Tobago, l'Uruguay et le Venezuela participent à la compétition.
Les compétitions sur piste ont pour théâtre le vélodrome de l'Université de São Paulo (État de São Paulo). Pour la presse brésilienne, le grand absent est le récent champion du monde junior, Mauro Ribeiro, souffrant.
Les épreuves sont exclusivement masculines. La victoire de la sélection argentine est cependant contestée pour une affaire de dopage.

## Podiums

### Cyclisme sur route
| Épreuves           | Or                                                                            | Argent             | Bronze        |
| ------------------ | ----------------------------------------------------------------------------- | ------------------ | ------------- |
| 100 km par équipes | Chili Fernando Vera (es) Eduardo Cuevas (de) Sergio Aliste (de) José Avendaño | Brésil             | Venezuela     |
| Course en ligne    | Jair Braga (pt)                                                               | Roberto Muñoz (es) | Justo Galavís |

### Cyclisme sur piste
| Épreuves               | Or                                                                    | Argent               | Bronze                 |
| ---------------------- | --------------------------------------------------------------------- | -------------------- | ---------------------- |
| Kilomètre              | Marcelo Alexandre                                                     | Drapeau du Brésil    | Gene Samuel            |
| Vitesse                | Marcelo Alexandre                                                     | Claudio Iannone (en) | Benito Dazzan          |
| Poursuite individuelle | Drapeau du Brésil                                                     | Eduardo Trillini     | Pedro Caíno (es)       |
| Poursuite par équipes  | Argentine Eduardo Trillini Pedro Caíno (es) Luis Moyano Juan Curuchet | Brésil               | Venezuela              |
| Course aux points      | Eduardo Trillini                                                      | Miguel Droguett (de) | Antônio Silvestre (pt) |

## Tableau des médailles
À l'issue de la pénultième épreuve, l'Argentine est déclarée vainqueure des VIe championnats panaméricains.
| Rang  | Nation            | Or    | Argent | Bronze | Total   |
| ----- | ----------------- | ----- | ------ | ------ | ------- |
| 1     | Argentine         | 4     | 2      | 2      | 8       |
| 2     | Brésil            | 1 (2) | 3      | 1      | 5 (6)   |
| 3     | Chili             | 1     | 1 (2)  | 0      | 2 (3)   |
| 4     | Venezuela         | 0     | 0      | 2 (3)  | 2 (3)   |
| 5     | Trinité-et-Tobago | 0     | 0      | 1      | 1       |
| Total | Total             | 6 (7) | 6 (7)  | 6 (7)  | 18 (21) |

Entre parenthèses, le tableau des médailles avec le résultat de la course en ligne (non sourcé).

## Bilan sportif
La sélection argentine s'impose largement en remportant quatre épreuves sur piste. À la veille de la dernière épreuve, au nombre des médailles, elle distance également la concurrence avec huit unités face au cinq remportées par son poursuivant immédiat, le Brésil. Seules trois délégations remportent une médaille d'or et cinq pays repartent avec au moins une médaille (sur les huit sélections présentes). Cependant, les résultats sont contestés pour une affaire de dopage touchant la délégation argentine. Marcelo Alexandre, vainqueur des épreuves du kilomètre et de la vitesse individuelle, est accusé d'avoir utilisé des produits stimulants durant l'une des compétitions. Tandis qu'Eduardo Trillini s'est soustrait au contrôle anti-dopage après sa victoire dans la course aux points. Bruno Caloi, président de la fédération brésilienne de cyclisme, déclare que l'Argentine a rétorqué que le laboratoire de toxicologie de l'Université de São Paulo, qui a fait les analyses, n'était pas accrédité par la Fédération Internationale de Cyclisme Amateur. Pour les Argentins, elles doivent donc être annulées,.